# Активна матриця на органічних світлодіодах

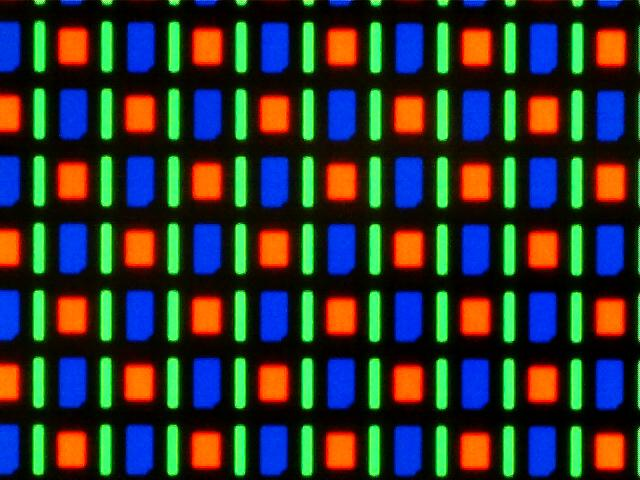
Розташування субпікселей в екрані Super AMOLED із матрицею PenTile

Будова екрану AMOLED.

Активна матриця на органічних світлодіодах (англ. Active Matrix Organic Light-Emitting Diode, AMOLED) — технологія створення дисплеїв для мобільних пристроїв, комп'ютерних моніторів і телевізорів. Технологія передбачає використання  органічних світлодіодів як світловипромінювальних елементів та активної матриці з тонкоплівкових транзисторів (TFT) для управління світлодіодами.

## Переваги

### У порівнянні з РК-дисплеями
У порівнянні з рідкокристалічними дисплеями (LCD) на тонкоплівкових транзисторах, головні переваги технології такі:
- енергоспоживання цілком залежить від яскравості зображення на екрані, отже при зображенні темних тонів споживання енергії низьке, але якщо на екрані тони переважно світлі, то енергоспоживання такого екрана значно більше, ніж у рідкокристалічного.
- властивість відтворювати більшу кольорову гаму (на 32% більше фізичної межі рідкокристалічних матриць Super IPS).
- значно менший час відповіді (приблизно 0.01 мс, проти мінімального 2 мс для TN матриці).
- повні кути огляду по вертикалі та горизонталі, близько 180 градусів при абсолютному збереженні яскравості, кольоровості й контрастності зображення (ледь гірше ніж у кінескопічних (ЕПТ) моніторів).
- менша товщина екрана (не витрачається простір на підсвічування).
- висока контрастність (чорний колір є дійсно чорним, адже пікселі у цій області взагалі не випромінюють світла).

### У порівнянні з плазмовими дисплеями
- компактний розмір
- низьке енергоспоживання
- більша яскравість

## Недоліки

### У порівнянні з LCD-дисплеями
Головні недоліки AMOLED дисплею у порівнянні з рідкокристалічними є:
- зменшення терміну служби за активною роботою в яскравих тонах, при цьому, варто зазначити, субпікселі різних кольорів втрачають яскравість з різною швидкістю (швидше за все вигорають сині), через що передача кольору екрану з часом може порушитися.
- підвищене енергоспоживання на яскравих зображеннях.
- коштовність виробництва.
- поступове «вигорання» органічних світлодіодів (термін служби в середньостатистичному стільниковому телефоні становить близько 6-10 років, але вже через рік помітні відмінності в яскравості областей).

• при ударі може статися "розгерметизація", якщо це сталося, дисплей потребує заміну.

### У порівнянні з плазмовими дисплеями
- відсутність балансу кольорів. Яскравість кожного кольору світлодіодів відрізняється, тому доводиться створювати матриці з нерівномірним розташуванням світлодіодів-субпікселей для досягнення балансу кольорів. Тим не менш, на низьких яскравостях дуже помітно домінування фіолетового відтінку.
- чутливість до ультра-фіолетового випромінювання.
- ненадійність з'єднань всередині екрану (достатньо найменшого обриву чи тріщини — й екран не показує взагалі).
- достатньо найменшої розгерметизації між шарами дисплея — й він починає вицвітати з цієї точки. (достатньо одного-двох днів щоб екран припинив відтворювати інформацію зовсім).

## Використання AMOLED в сенсорних екранах
Завдяки власній яскравості, дисплеї з технологією AMOLED добре підходять для використання у складі сенсорних дисплеїв (тачскрінів). При цьому прозорий сенсорний шар (чутливий до натиснення пальцями) розміщується поверх AMOLED.

### Super-AMOLED

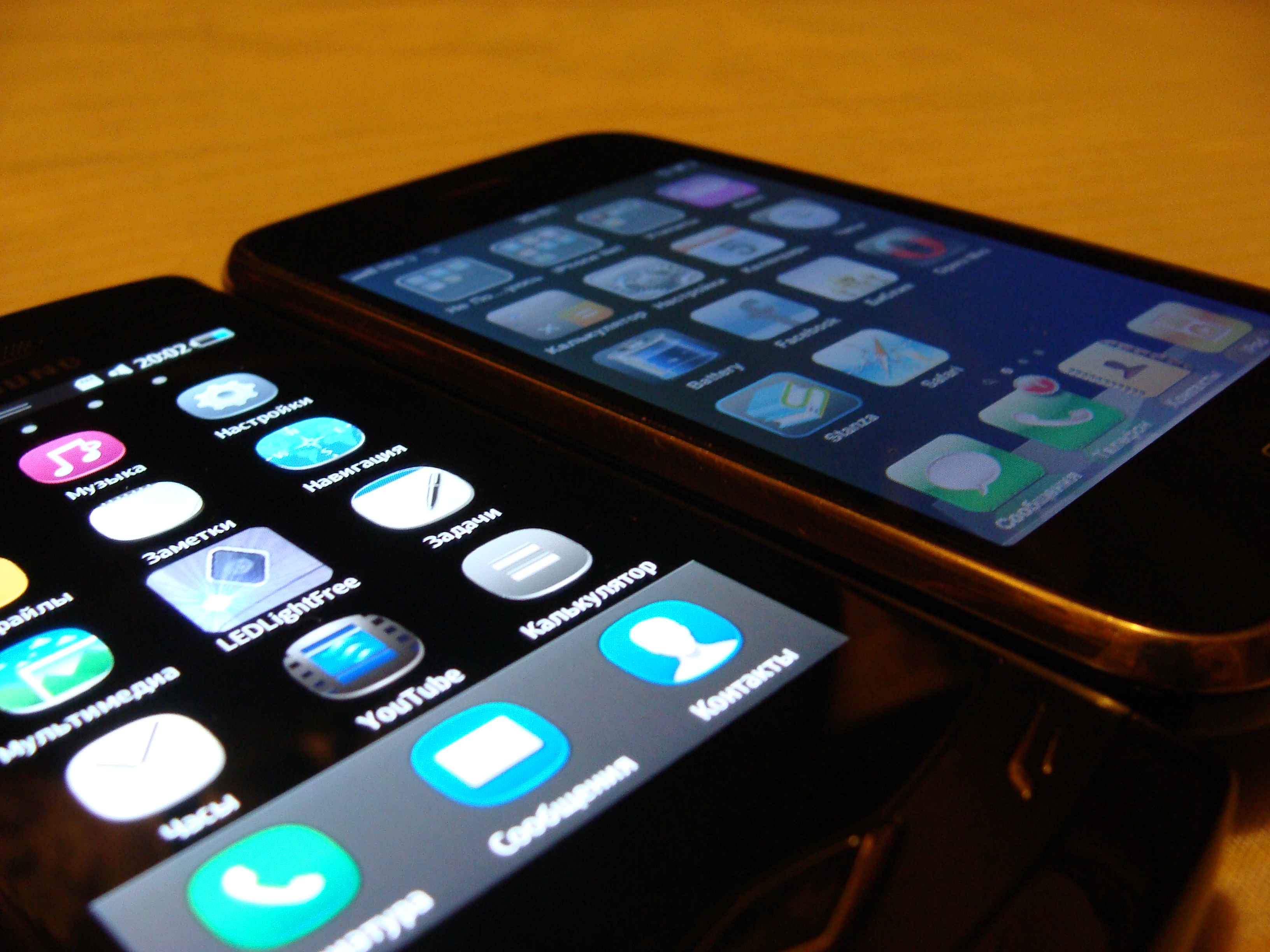
Екран Super-AMOLED в порівнянні з екраном IPS, на смартфонах Samsung Wave та iPhone 3G

Super Active Matrix Organic Light-Emitting Diode (Super AMOLED) — покращена технологія створення тачскрінів на базі AMOLED. На відміну від попередників, сенсорний шар приклеєний безпосередньо до екрану, що дозволяє позбутися прошарку повітря в проміжку між ними. Це підвищує чіткість, читність на сонці, насиченість кольорів, дозволяє отримати меншу товщину дисплея.
- на 20 % яскравіше попередника
- на 80 % менше відбиває сонячне проміння
- на 20 % знижено енергоспоживання
- до проміжку між екраном і тачскріном не може потрапити пил

### Конструкція екрану Super AMOLED
Верхній шар — сенсорний екран. Його приклеєно до другого шару — прозорого захисного шару, на якому також розміщена проводка(дротяна сітка для передачі струму низької напруги). Проводка приєднана до шару зі світлодіодами — вони формують зображення. Під світлодіодами розташовується шар тонкоплівкових транзисторів (TFT). Під ними розташована підкладка, яка може бути виготовлена з багатьох матеріалів, в тому числі й гнучких.

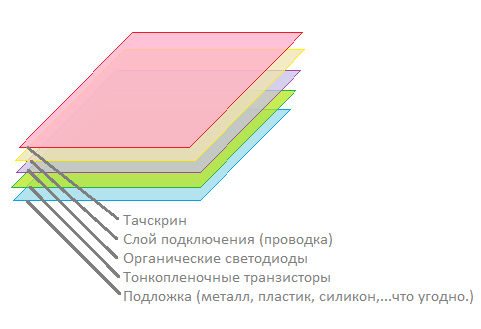
Схема внутрішньої конструкції екрану Super AMOLED

Технологія Super AMOLED вперше була представлена в смартфонах серії Samsung Wave та Samsung Galaxy S, які були показані в 2010 році компанією WorldTelecom. [Архівовано 17 липня 2013 у Wayback Machine.]

## Існуючі прилади з екранами Super AMOLED та AMOLED
Мобільні телефони:
- Acer Stream
- ASUS Padfone (Super AMOLED)
- Dell Venue Pro
- Explay Infinity
- Fly IQ444 Diamond (HD Super Amoled)
- Galaxy Nexus (Super AMOLED)
- Huawei Ascend P1 (Super AMOLED)
- Huawei Ascend P1 XL (Super AMOLED)
- LG Optimus Sol
- Nexus One
- Google Nexus S (Super AMOLED)
- HTC Desire
- HTC Droid Incredible
- HTC Legend
- HTC One S
- Nokia C7-00
- Nokia C6-01
- Nokia 700
- Nokia 603
- Nokia 808 PureView
- Nokia Lumia 800
- Nokia N8
- Nokia E7
- Nokia N9
- Nokia N85
- Nokia N86 8MP
- Nokia X7
- Oppo x907
- Orange San Francisco
- LG E730 (Super AMOLED)
- Panasonic Eluga
- PANTECH P9070 BURST (Super AMOLED)
- Samsung i7500 Galaxy
- Samsung i8910
- Samsung Jet
- Samsung Omnia II
- Samsung Impression
- Samsung Rogue
- Samsung Transform
- Samsung Galaxy Ace Style 4 (Super AMOLED)
- Samsung Galaxy S Advance (Super AMOLED)
- Samsung Galaxy S series (Super AMOLED)
- Samsung Galaxy S II (Super AMOLED Plus)
- Samsung Galaxy Note (HD Super AMOLED)
- Samsung Galaxy Note II (HD Super AMOLED)
- Samsung Galaxy S III (HD Super AMOLED)
- Samsung Galaxy S III mini (Super AMOLED)
- Samsung Galaxy S4
- Samsung Galaxy S5
- Samsung Galaxy S6
- Samsung Galaxy S7
- Samsung Galaxy S8
- Samsung Galaxy S9
- Samsung Wave S8500 (Super AMOLED)
- Samsung Focus (Super AMOLED)
- Samsung Omnia 7 (Super AMOLED)
- Samsung Omnia W (Super AMOLED)

Плеєри:
- Cowon Z2 Plenue
- Cowon D3 Plenue
- Cowon J3
- Cowon S9
- Iriver Clix
- Iriver Spinn
- Zune HD

Цифрові фотокамери:
- Samsung EX1
- Samsung NX10
- Samsung NX11
- Samsung NX100
- Samsung WB2000
- Samsung WB650